# Voie romaine de Reims à Bavay
La voie romaine de Reims-Bavay est une voie romaine de 117 km qui reliait Durocortorum  à Bagacum.

## Sources
Deux sources anciennes attestent l'existence d'une voie romaine allant de Reims à Bavay : la Table de Peutinger et les Itinéraire d'Antonin, complétées par les observations archéologiques et particulièrement ceux d’Amédée Piette.
Cette voie fait partie du réseau Agrippa.

Réseau Agrippa.

## Parcours
Quittant Reims (Durocortorum) par le nord, la voie romaine :
- passe à l'est de Brimont, le borne Victorin conservée au Musée Saint-Remi de Reims en atteste,
- traverse Évergnicourt,
- puis Nizy-le-Comte ou Ninittaci sur la table de Peutinger ou Minatiacum sur l'Itinéraire d'Antonin,

- puis Dizy-le-Gros,
- contourne par le sud Montcornet,
- traverse Séchelles,

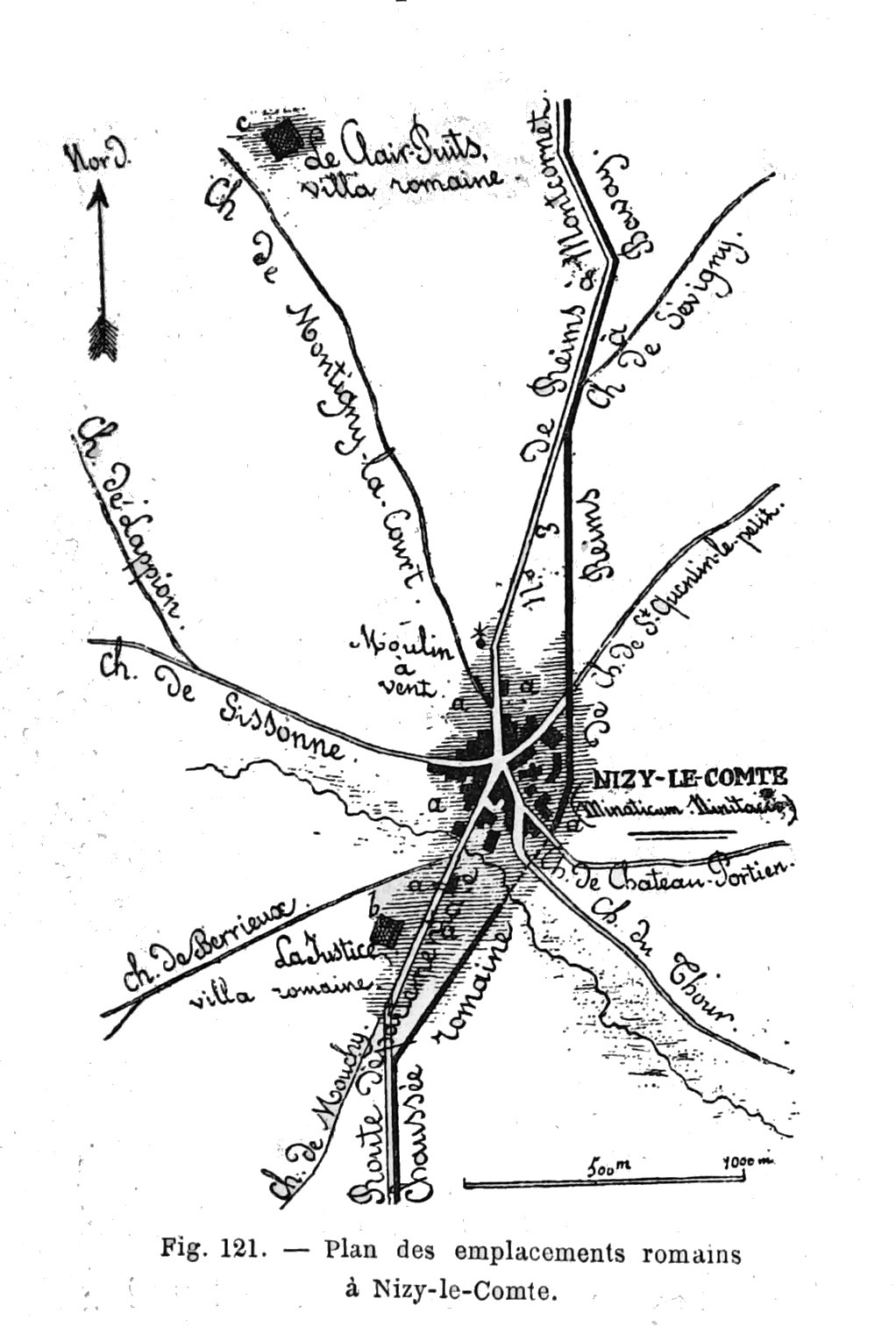
Plan des emplacements romains à Nizy-le-Comte.

- passe à l'ouest du village à deux kilomètres  de  Vigneux,
- traverse Hary,
- puis Vervins ou Verbinum (sur l'Itinéraire d'Antonin) ou Vironum (sur la Carte de Peutinger), qui avait le statut de vicus au temps des romains,
- traverse Fontaine-lès-Vervins,
- Étréaupont, autrefois Estraon ou Estrées en Thiérache. "Estrée" signifiant route, Etréaupont correspond donc à la route au pont qui franchissait l'Oise ou Isara,
- puis Froidestrées ou Fracta strata en latin. La section Étréaupont Froidestrées se superpose à la RN2 actuelle.
- puis traverse La Capelle,

L’itinéraire se poursuit par la traversée de  La Flamengrie,
- ensuite Larouillies, où la voie romaine quitte la N2,
- puis un passage au sud de Étrœungt ou Strata Duronum, qui avait le statut de vicus au temps des romains,
- en ligne droite jusqu’à Pont-sur-Sambre ou Locus quartensis. Les romains y avaient leurs arsenaux pour la flottille destinée à protéger la Sambre et la Meuse [1]
- pour arriver à Bavay ou Bagacum.

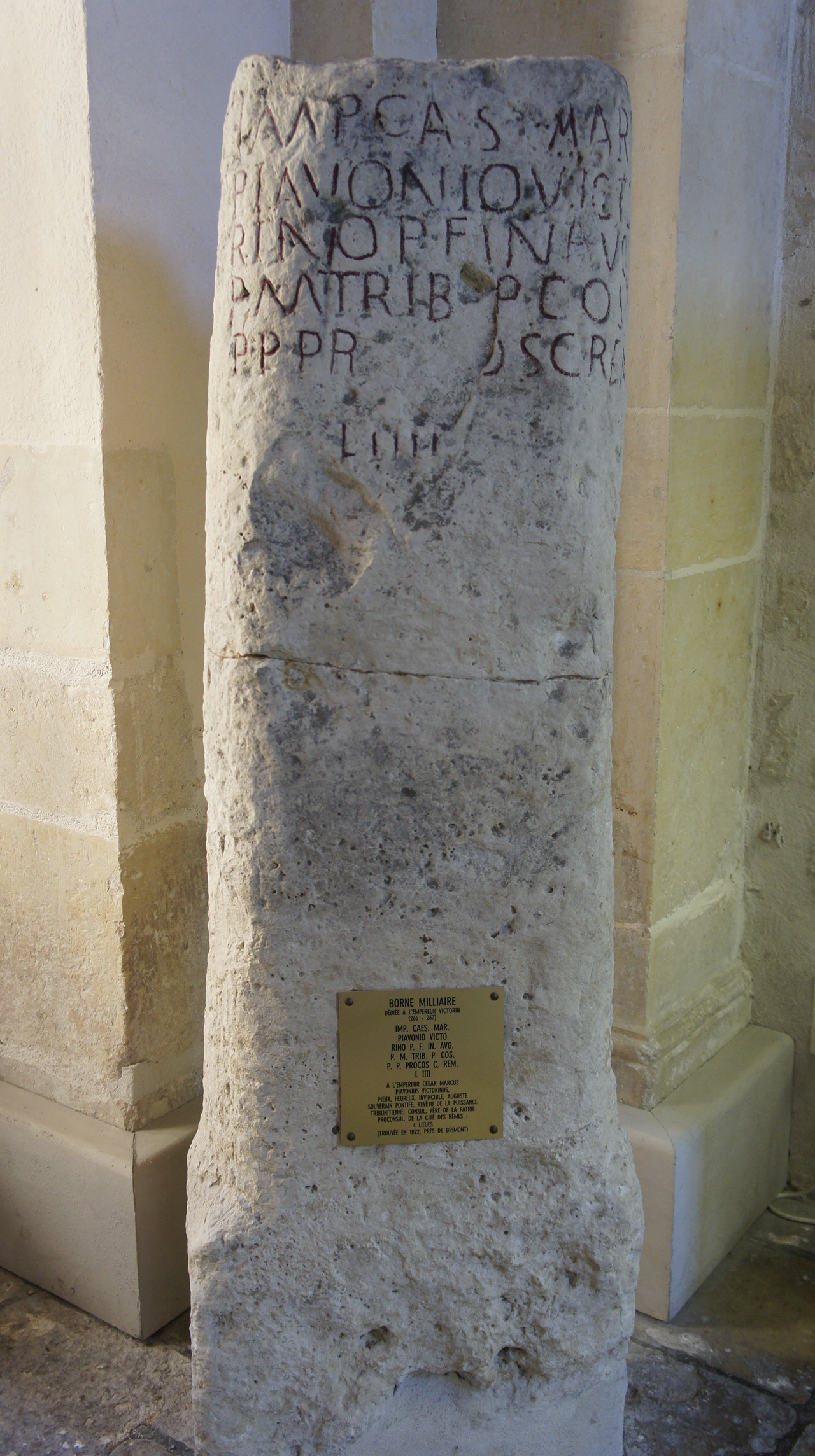
Borne dédiée à l'empereur Victorin trouvée à proximité de Brimont.
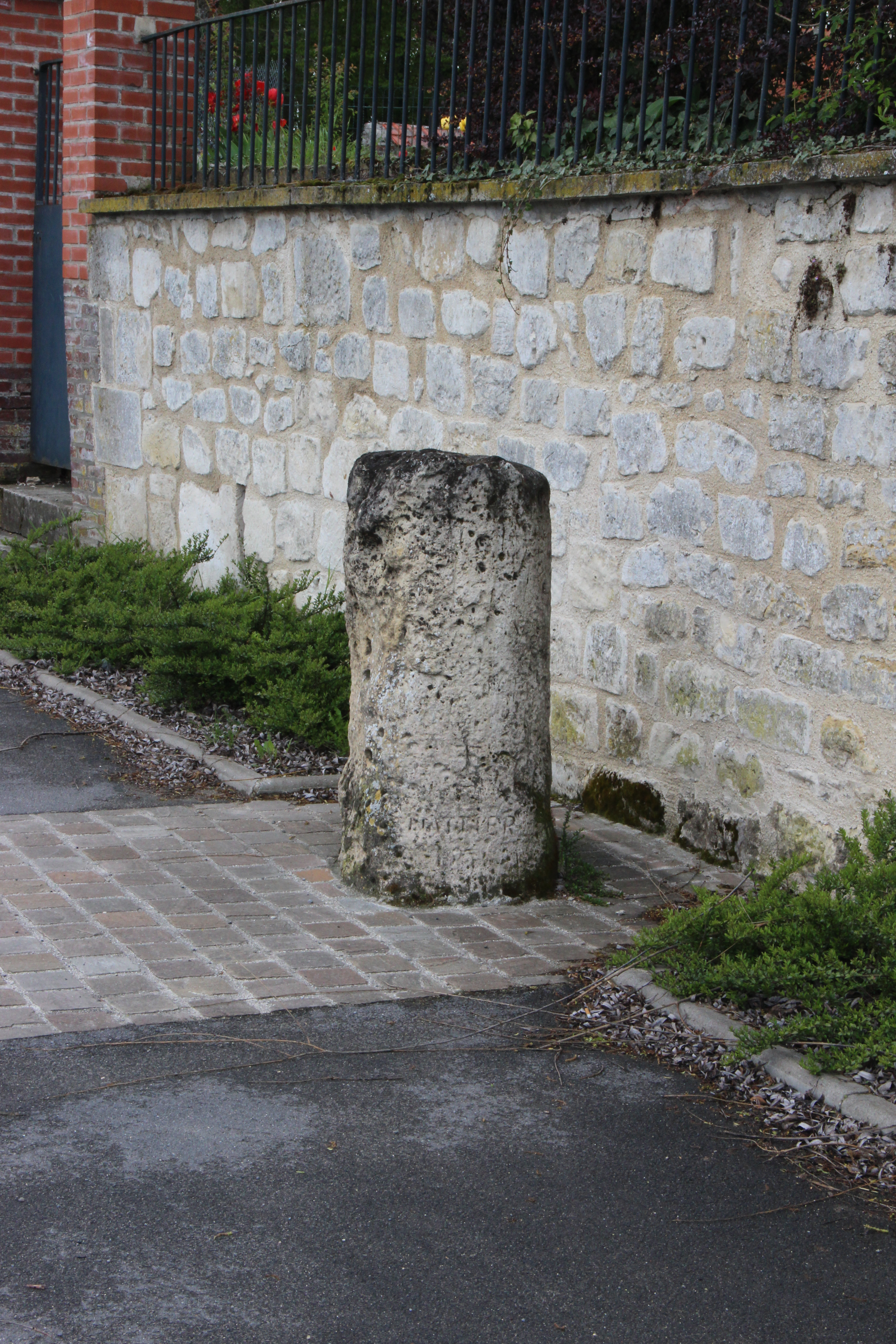
Borne kilométrique romaine Nizy-le-Comte.